# Белая (приток Сунгачи)
Бе́лая (до 1972 года Шитухе) — река в Приморском крае России.

## Общие сведения
Исток находится на склонах хребта Синего, в районе горы Бельцова (950 м). Протекает по болотистой местности Приханкайской равнины в северо-западном направлении, в границах Спасского и Кировского районов. Берега низкие, поросшие лесом, кустарником, пойменными травами. Впадает в реку Сунгачу в 148 км от её устья по правому берегу. Длина реки — 87 км, площадь водосборного бассейна — 1030 км². В долине реки расположены населённые пункты Руновского сельского поселения — сёла Антоновка, Руновка и Комаровка. Пересекает автотрассу «Уссури» в двух км южнее села Руновка и Транссиб между станциями Белая Речка и Краевский.

## Основные притоки
Расстояние от устья
- 4 км — река Шмаковка (пр)
- 14 км — река Красная (лв)

## Данные водного реестра
По данным государственного водного реестра России и геоинформационной системы водохозяйственного районирования территории РФ, подготовленной Федеральным агентством водных ресурсов:
- Бассейновый округ — Амурский
- Речной бассейн — Амур
- Речной подбассейн — Уссури (российская часть бассейна)
- Водохозяйственный участок — Сунгача, включая озеро Ханка